# Marie Anne Donati
Pour les articles homonymes, voir Donati.
Marie Anne Donati, ou en religion Célestine de la Mère de Dieu, née à Marradi le 26 octobre 1848 et morte à Florence le 18 mars 1925, est une religieuse italienne, fondatrice des Filles pauvres de saint Joseph Calasanz. Elle est reconnue bienheureuse par l'Église catholique. Elle est fêtée le 18 mars.

## Biographie
Marie Anne Donati naît à Marradi et baptisée sous le nom de Marie Anne ; son père, Francesco Donati, est juge dans le Grand-duché de Toscane. À 13 ans, lors de sa première communion, elle ressent la vocation religieuse mais son père s'oppose à son désir. Elle fait nénmoins un essai de vie religieuse chez les Sœurs de Vallombreuse qui est un échec, ce qui conforte son père dans son opposition.
Après avoir rencontré le père Célestin Zini, piariste, qui devient son directeur spirituel ; en 1888, elle annonce à son père sa décision irrévocable de se consacrer à Dieu. Le 25 mars 1889, Zini est nommé archevêque de Sienne, le 24 juin suivant, il donne l'habit religieux à Marie Anne qui prend le nom de Célestine de la Mère de Dieu ; le même jour, quatre autres femmes suivent son exemple et le père de la fondatrice se fait imposer le scapulaire du Tiers-Ordre des Piaristes.
Tout comme les Piaristes, les sœurs se consacrent à l'enseignement, spécialement des filles pauvres et ouvrent la première école le 28 décembre 1889, mais bientôt deux événements majeures font qu'elles élargissent leur œuvre de charité. C'est d'abord une mère désespérée qui demande d'accueillir sa fille pour empêcher le père de continuer à la maltraiter ; une autre mère laisse ses quatre jeunes enfants, le père ayant été condamné à trente ans de prison ; Célestine y voit un signe de Dieu et décide d'accueillir les orphelins et les enfants de parents emprisonnés. Les sœurs sont vivement encouragées dans cette voie par les Piaristes, et ouvrent le premier orphelinat le 22 juin 1891
En 1892, Mgr Zini meurt, et la responsabilité du nouvel institut reste entre les mains de Célestine. Elle le gouverne en l'étendant dans toutes les régions d'Italie. Le 26 octobre 1923, elle est reçue par le pape Pie XI qui exprime son désir de fonder une maison à Rome ; et malgré des dettes notables, elle y réalise la fondation définitive. Mère Célestine meurt à Florence le 18 mars 1925. Une dizaine d'années plus tard, la cause de sa béatification est ouverte, elle est reconnue vénérable le 6 avril 1998 et béatifiée à Florence le 30 mars 2008 par le cardinal José Saraiva Martins au nom de Benoît XVI,.
Elle est commémorée le 18 mars selon le Martyrologe romain.